# Allsvenskan 2017
L'Allsvenskan 2017 è stata la 93ª edizione della massima serie del campionato svedese di calcio con la denominazione di Allsvenskan. La stagione è iniziata il 1º aprile 2017 e si è conclusa il 5 novembre 2017. Il Malmö FF ha vinto il campionato per la ventesima volta nella sua storia con tre giornate di anticipo.

## Stagione

### Novità
Dalla Allsvenskan 2016 sono stati retrocessi in Superettan l'Helsingborg (sconfitto nello spareggio salvezza/promozione), il Gefle e il Falkenberg. Dalla Superettan 2016 sono stati promossi in Allsvenskan il Sirius (al ritorno in Allsvenskan dopo 42 anni di assenza), l'AFC United (all'esordio assoluto) e l'Halmstad (vincitore dello spareggio salvezza/promozione).

Prima dell'inizio della stagione 2017 l'AFC United ha cambiato denominazione in AFC Eskilstuna.

### Formula
Le 16 squadre partecipanti si affrontano in un girone all'italiana con partite di andata e ritorno, per un totale di 30 giornate. La squadra prima classificata è dichiarata campione di Svezia e viene ammessa al secondo turno di qualificazione della UEFA Champions League 2018-2019. La seconda e la terza classificata, assieme alla vincitrice della Svenska Cupen 2017-2018, sono ammesse all'UEFA Europa League 2018-2019. La terzultima classificata gioca uno spareggio salvezza/promozione contro la terza classificata della Superettan 2017. Le ultime due classificate sono retrocesse direttamente in Superettan.

## Squadre partecipanti
| Club             | Stagione | Città      | Stadio           | Stagione 2016            |
| ---------------- | -------- | ---------- | ---------------- | ------------------------ |
| AFC Eskilstuna   | dettagli | Eskilstuna | Tunavallen       | 2º posto in Superettan   |
| AIK              | dettagli | Stoccolma  | Friends Arena    | 2º posto in Allsvenskan  |
| Djurgården       | dettagli | Stoccolma  | Tele2 Arena      | 7º posto in Allsvenskan  |
| Elfsborg         | dettagli | Borås      | Borås Arena      | 5º posto in Allsvenskan  |
| GIF Sundsvall    | dettagli | Sundsvall  | Norrporten Arena | 13º posto in Allsvenskan |
| Halmstad         | dettagli | Halmstad   | Örjans Vall      | 3º posto in Superettan   |
| Hammarby         | dettagli | Stoccolma  | Tele2 Arena      | 11º posto in Allsvenskan |
| Häcken           | dettagli | Göteborg   | Bravida Arena    | 10º posto in Allsvenskan |
| IFK Göteborg     | dettagli | Göteborg   | Gamla Ullevi     | 4º posto in Allsvenskan  |
| IFK Norrköping   | dettagli | Norrköping | Östgötaporten    | 3º posto in Allsvenskan  |
| Jönköpings Södra | dettagli | Jönköping  | Stadsparksvallen | 12º posto in Allsvenskan |
| Kalmar           | dettagli | Kalmar     | Guldfågeln Arena | 6º posto in Allsvenskan  |
| Malmö FF         | dettagli | Malmö      | Swedbank Stadion | Campione di Svezia       |
| Sirius           | dettagli | Uppsala    | Studenternas IP  | 1º posto in Superettan   |
| Örebro           | dettagli | Örebro     | Behrn Arena      | 9º posto in Allsvenskan  |
| Östersund        | dettagli | Östersund  | Jämtkraft Arena  | 8º posto in Allsvenskan  |

### Allenatori e primatisti
| Squadra          | Allenatore                                                                    | Calciatore più presente (tra parentesi il numero delle presenze)          | Cannoniere (tra parentesi il numero dei gol segnati) |
| ---------------- | ----------------------------------------------------------------------------- | ------------------------------------------------------------------------- | ---------------------------------------------------- |
| AFC Eskilstuna   | Per Olsson (1ª-11ª) Jesper Norberg (12ª, ad interim) Michael Jolley (13ª-30ª) | Daniel Björnquist (30)                                                    | Mohamed Buya Turay (9)                               |
| AIK              | Rikard Norling                                                                | Kristoffer Olsson, Oscar Linnér (29)                                      | Nicolás Stefanelli (9)                               |
| Djurgården       | Özcan Melkemichel                                                             | Elliot Käck (30)                                                          | Magnus Eriksson (14)                                 |
| Elfsborg         | Magnus Haglund (1ª-25ª) Janne Mian (26ª-30ª, ad interim)                      | Kevin Stuhr Ellegaard, Adam Lundqvist, Simon Lundevall, Issam Jebali (29) | Issam Jebali (10)                                    |
| GIF Sundsvall    | Joel Cedergren                                                                | Eric Björkander, Tommy Naurin, Noah Sonko Sundberg, Eric Larsson (28)     | Linus Hallenius (8)                                  |
| Halmstad         | Jan Jönsson (1ª-12ª) Igor Krulj (13ª-30ª)                                     | Andreas Bengtsson (29)                                                    | Gabriel Gudmundsson, Sead Hakšabanović (4)           |
| Hammarby         | Jakob Michelsen                                                               | Birkir Sævarsson, Bjørn Paulsen, Arnór Smárason (29)                      | Pa Dibba, Bjørn Paulsen (8)                          |
| Häcken           | Mikael Stahre                                                                 | Joel Andersson (28)                                                       | Paulinho (9)                                         |
| IFK Göteborg     | Jörgen Lennartsson (1ª-15ª) Alf Westerberg (16ª-30ª + recupero 9ª)            | Tobias Hysén, Søren Rieks (30)                                            | Tobias Hysén (9)                                     |
| IFK Norrköping   | Jens Gustafsson                                                               | Jón Guðni Fjóluson, Andreas Johansson, Karl Holmberg (30)                 | Karl Holmberg (14)                                   |
| Jönköpings Södra | Jimmy Thelin                                                                  | Dzenis Kozica, Tommy Thelin, André Calisir (30)                           | Dzenis Kozica (8)                                    |
| Kalmar           | Peter Swärdh (1ª-12ª) Nanne Bergstrand (13ª-30ª)                              | Viktor Elm (30)                                                           | Romário (8)                                          |
| Malmö FF         | Magnus Pehrsson                                                               | Oscar Lewicki (29)                                                        | Jo Inge Berget (10)                                  |
| Sirius           | Kim Bergstrand                                                                | Oscar Pehrsson (30)                                                       | Jesper Arvidsson (7)                                 |
| Örebro           | Alexander Axén (1ª-21ª) Axel Kjäll (22ª-30ª)                                  | Oscar Jansson, Nahir Besara (30)                                          | Nahir Besara (10)                                    |
| Östersund        | Graham Potter                                                                 | Curtis Edwards, Dennis Widgren (27)                                       | Saman Ghoddos (8)                                    |

## Classifica finale
|  | Pos. | Squadra          | Pt | G  | V  | N  | P  | GF | GS | DR  |
|  | ---- | ---------------- | -- | -- | -- | -- | -- | -- | -- | --- |
|  | 1.   | Malmö FF         | 64 | 30 | 19 | 7  | 4  | 63 | 27 | +36 |
|  | 2.   | AIK              | 57 | 30 | 16 | 9  | 5  | 47 | 22 | +25 |
|  | 3.   | Djurgården       | 53 | 30 | 15 | 8  | 7  | 54 | 30 | +24 |
|  | 4.   | Häcken           | 52 | 30 | 14 | 10 | 6  | 42 | 28 | +14 |
|  | 5.   | Östersund        | 50 | 30 | 13 | 11 | 6  | 48 | 32 | +16 |
|  | 6.   | IFK Norrköping   | 48 | 30 | 14 | 6  | 10 | 45 | 40 | +5  |
|  | 7.   | Sirius           | 40 | 30 | 11 | 7  | 12 | 46 | 51 | -5  |
|  | 8.   | Elfsborg         | 39 | 30 | 10 | 9  | 11 | 53 | 59 | -6  |
|  | 9.   | Hammarby         | 38 | 30 | 9  | 11 | 10 | 42 | 43 | -1  |
|  | 10.  | IFK Göteborg     | 37 | 30 | 9  | 10 | 11 | 42 | 40 | +2  |
|  | 11.  | Örebro           | 36 | 30 | 10 | 6  | 14 | 38 | 54 | -16 |
|  | 12.  | Kalmar           | 32 | 30 | 9  | 5  | 16 | 30 | 49 | -19 |
|  | 13.  | GIF Sundsvall    | 31 | 30 | 7  | 10 | 13 | 29 | 46 | -17 |
|  | 14.  | Jönköpings Södra | 30 | 30 | 6  | 12 | 12 | 31 | 46 | -15 |
|  | 15.  | Halmstad         | 24 | 30 | 5  | 9  | 16 | 29 | 45 | -16 |
|  | 16.  | AFC Eskilstuna   | 20 | 30 | 4  | 8  | 18 | 28 | 55 | -27 |

Legenda:
      Campione di Svezia e ammessa alla UEFA Champions League 2018-2019
      Ammesse alla UEFA Europa League 2018-2019
 Ammesso allo spareggio salvezza-promozione
      Retrocesse in Superettan 2018
Note:
Tre punti a vittoria, uno a pareggio, zero a sconfitta.
La classifica viene stilata secondo i seguenti criteri:
- Punti conquistati
- Differenza reti generale
- Reti totali realizzate

## Risultati
|                  | AFC  | AIK  | Dju  | Elf  | GIF  | Hal  | Ham  | Häc  | IFG  | IFN  | Jön  | Kal  | Mal  | Sir  | Öre  | Öst  |
| ---------------- | ---- | ---- | ---- | ---- | ---- | ---- | ---- | ---- | ---- | ---- | ---- | ---- | ---- | ---- | ---- | ---- |
| AFC Eskilstuna   | –––– | 1-3  | 1-2  | 2-3  | 1-2  | 0-0  | 0-0  | 0-0  | 1-0  | 1-2  | 1-1  | 2-1  | 3-1  | 1-3  | 2-2  | 1-3  |
| AIK              | 1-1  | –––– | 1-1  | 5-2  | 0-0  | 4-1  | 1-2  | 0-0  | 2-1  | 1-0  | 2-0  | 0-1  | 0-1  | 1-0  | 1-0  | 2-2  |
| Djurgården       | 4-1  | 0-1  | –––– | 3-0  | 2-1  | 2-1  | 1-1  | 1-1  | 1-0  | 3-3  | 0-0  | 4-1  | 0-1  | 0-2  | 4-1  | 3-0  |
| Elfsborg         | 2-1  | 1-2  | 2-2  | –––– | 2-1  | 1-0  | 3-0  | 2-0  | 1-2  | 3-3  | 3-0  | 2-2  | 1-2  | 0-2  | 3-0  | 4-4  |
| GIF Sundsvall    | 3-1  | 0-0  | 0-5  | 1-1  | –––– | 1-0  | 1-4  | 1-2  | 0-4  | 2-2  | 0-0  | 1-3  | 0-1  | 1-2  | 2-1  | 1-1  |
| Halmstad         | 1-1  | 0-1  | 0-1  | 1-1  | 2-2  | –––– | 1-2  | 0-3  | 1-2  | 2-1  | 6-1  | 1-1  | 0-3  | 0-3  | 0-0  | 1-0  |
| Hammarby         | 4-0  | 1-1  | 3-1  | 2-1  | 0-0  | 1-3  | –––– | 1-2  | 2-1  | 0-2  | 2-2  | 1-1  | 1-1  | 3-3  | 3-1  | 2-2  |
| Häcken           | 3-0  | 1-6  | 0-0  | 3-0  | 2-0  | 2-1  | 2-0  | –––– | 4-0  | 1-2  | 3-1  | 2-0  | 0-1  | 2-2  | 1-1  | 0-1  |
| IFK Göteborg     | 1-1  | 2-1  | 1-3  | 1-1  | 0-3  | 1-1  | 1-1  | 1-1  | –––– | 4-1  | 1-1  | 3-0  | 1-1  | 4-0  | 2-2  | 0-1  |
| IFK Norrköping   | 1-0  | 0-0  | 0-1  | 1-3  | 0-0  | 3-2  | 2-1  | 4-1  | 2-0  | –––– | 3-0  | 2-0  | 1-3  | 0-2  | 2-0  | 0-2  |
| Jönköpings Södra | 1-0  | 2-1  | 1-1  | 2-2  | 2-2  | 2-2  | 1-0  | 0-1  | 0-2  | 1-2  | –––– | 2-0  | 1-2  | 3-1  | 1-2  | 0-0  |
| Kalmar           | 2-0  | 0-1  | 0-2  | 1-5  | 3-0  | 2-0  | 2-0  | 0-1  | 1-0  | 1-1  | 1-3  | –––– | 0-0  | 4-2  | 0-1  | 2-1  |
| Malmö FF         | 3-2  | 0-0  | 3-2  | 6-0  | 2-1  | 2-0  | 4-0  | 1-2  | 2-2  | 1-2  | 2-0  | 6-0  | –––– | 3-3  | 2-1  | 2-1  |
| Sirius           | 1-0  | 1-4  | 2-0  | 4-1  | 0-1  | 2-1  | 1-1  | 2-2  | 0-2  | 0-1  | 1-1  | 3-0  | 0-4  | –––– | 3-4  | 0-5  |
| Örebro           | 2-3  | 1-2  | 0-4  | 2-2  | 0-2  | 0-1  | 0-3  | 0-0  | 4-2  | 4-2  | 2-1  | 1-0  | 2-1  | 2-1  | –––– | 2-1  |
| Östersund        | 3-0  | 0-3  | 2-1  | 4-1  | 3-1  | 0-0  | 2-1  | 0-0  | 1-1  | 1-0  | 1-1  | 2-1  | 2-2  | 0-0  | 3-0  | –––– |

## Spareggio salvezza/promozione
Allo spareggio salvezza/promozione è stata ammessa la quattordicesima classificata in Allsvenskan, lo Jönköpings Södra, e la terza classificata in Superettan, il Trelleborg.
|                  | Risultati |                  | Luogo e data                 |
| ---------------- | --------- | ---------------- | ---------------------------- |
| Trelleborg       | 2 - 0     | Jönköpings Södra | Trelleborg, 15 novembre 2017 |
| Jönköpings Södra | 1 - 1     | Trelleborg       | Jönköping, 19 novembre 2017  |
|                  |           |                  |                              |

## Statistiche

### Squadre

#### Classifica in divenire
|                  | 1ª | 2ª | 3ª | 4ª | 5ª | 6ª | 7ª | 8ª | 9ª | 10ª | 11ª | 12ª | 13ª | 14ª | 15ª | 16ª | 17ª | 18ª | 19ª | 20ª | 21ª | 22ª | 23ª | 24ª | 25ª | 26ª | 27ª | 28ª | 29ª | 30ª |
|                  |    |    |    |    |    |    |    |    |    |     |     |     |     |     |     |     |     |     |     |     |     |     |     |     |     |     |     |     |     |     |
| ---------------- | -- | -- | -- | -- | -- | -- | -- | -- | -- | --- | --- | --- | --- | --- | --- | --- | --- | --- | --- | --- | --- | --- | --- | --- | --- | --- | --- | --- | --- | --- |
| AFC Eskilstuna   | 0  | 1  | 2  | 3  | 3  | 3  | 3  | 3  | 3  | 4   | 4   | 4   | 4   | 4   | 7   | 7   | 7   | 7   | 8   | 11  | 12  | 12  | 12  | 15  | 18  | 19  | 19  | 19  | 20  | 20  |
| AIK              | 1  | 4  | 4  | 4  | 7  | 8  | 11 | 14 | 14 | 17  | 17  | 20  | 21  | 24  | 27  | 28  | 28  | 31  | 32  | 35  | 36  | 37  | 40  | 41  | 44  | 47  | 50  | 51  | 54  | 57  |
| Djurgården       | 0  | 1  | 4  | 4  | 7  | 8  | 11 | 14 | 15 | 15  | 18  | 18  | 21  | 24  | 24  | 27  | 30  | 30  | 33  | 36  | 37  | 40  | 43  | 44  | 45  | 48  | 48  | 49  | 50  | 53  |
| Elfsborg         | 3  | 3  | 3  | 6  | 7  | 8  | 8  | 8  | 11 | 14  | 15  | 18  | 19  | 22  | 25  | 25  | 25  | 26  | 26  | 27  | 30  | 31  | 31  | 32  | 32  | 32  | 35  | 38  | 38  | 39  |
| GIF Sundsvall    | 3  | 3  | 3  | 4  | 5  | 6  | 7  | 8  | 11 | 11  | 11  | 11  | 11  | 11  | 14  | 15  | 15  | 16  | 16  | 16  | 19  | 22  | 25  | 26  | 27  | 27  | 27  | 28  | 28  | 31  |
| Halmstad         | 3  | 4  | 4  | 5  | 5  | 5  | 5  | 5  | 5  | 6   | 6   | 6   | 7   | 8   | 8   | 9   | 10  | 13  | 13  | 13  | 13  | 13  | 13  | 14  | 17  | 17  | 17  | 20  | 21  | 24  |
| Hammarby         | 0  | 1  | 4  | 5  | 6  | 9  | 9  | 12 | 13 | 14  | 15  | 18  | 18  | 21  | 21  | 24  | 24  | 24  | 25  | 28  | 29  | 30  | 30  | 33  | 34  | 34  | 34  | 35  | 38  | 38  |
| Häcken           | 1  | 2  | 5  | 5  | 6  | 9  | 10 | 13 | 16 | 17  | 17  | 17  | 20  | 20  | 23  | 24  | 25  | 28  | 31  | 32  | 35  | 38  | 41  | 41  | 41  | 42  | 45  | 46  | 49  | 52  |
| IFK Göteborg     | 1  | 4  | 5  | 6  | 7  | 7  | 10 | 10 | 13 | 16  | 17  | 17  | 20  | 21  | 21  | 22  | 25  | 25  | 28  | 29  | 30  | 30  | 31  | 31  | 31  | 34  | 37  | 37  | 37  | 37  |
| IFK Norrköping   | 3  | 3  | 3  | 6  | 9  | 10 | 11 | 14 | 17 | 20  | 23  | 26  | 26  | 26  | 26  | 27  | 27  | 30  | 30  | 33  | 33  | 36  | 37  | 40  | 40  | 43  | 43  | 44  | 47  | 48  |
| Jönköpings Södra | 0  | 1  | 4  | 7  | 7  | 8  | 11 | 12 | 13 | 13  | 14  | 14  | 14  | 15  | 15  | 15  | 18  | 18  | 18  | 19  | 19  | 19  | 20  | 23  | 24  | 25  | 25  | 28  | 29  | 30  |
| Kalmar           | 0  | 1  | 1  | 1  | 2  | 5  | 5  | 5  | 5  | 5   | 8   | 8   | 8   | 8   | 8   | 11  | 14  | 17  | 17  | 20  | 23  | 24  | 25  | 26  | 29  | 29  | 32  | 32  | 32  | 32  |
| Malmö FF         | 1  | 4  | 7  | 10 | 11 | 14 | 17 | 20 | 21 | 21  | 24  | 27  | 30  | 33  | 34  | 37  | 40  | 43  | 46  | 46  | 47  | 47  | 50  | 51  | 54  | 57  | 60  | 61  | 64  | 64  |
| Sirius           | 3  | 3  | 6  | 9  | 9  | 10 | 11 | 14 | 15 | 16  | 16  | 19  | 22  | 25  | 26  | 27  | 30  | 30  | 33  | 33  | 33  | 33  | 33  | 33  | 33  | 33  | 36  | 37  | 37  | 40  |
| Örebro           | 3  | 4  | 7  | 7  | 8  | 8  | 8  | 8  | 8  | 9   | 12  | 15  | 18  | 18  | 21  | 22  | 23  | 24  | 27  | 27  | 27  | 30  | 30  | 30  | 33  | 36  | 36  | 36  | 36  | 36  |
| Östersund        | 0  | 3  | 3  | 4  | 7  | 8  | 11 | 11 | 12 | 15  | 18  | 21  | 22  | 23  | 26  | 26  | 27  | 28  | 29  | 29  | 32  | 35  | 38  | 39  | 39  | 40  | 43  | 46  | 49  | 50  |

#### Capoliste solitarie
|    | —— | —— | ——    | —— | —— | —— | —— | —— | ——  | ——  | ——  | ——  | ——  | ——  | ——  | ——  | ——  | ——  | ——  | ——  | ——  | ——  | ——  | ——  | ——  | ——  | ——  | ——  | ——  | —— |  |
|    |    |    | Malmö |    |    |    |    |    |     |     |     |     |     |     |     |     |     |     |     |     |     |     |     |     |     |     |     |     |     |    |  |
|    |    |    |       |    |    |    |    |    |     |     |     |     |     |     |     |     |     |     |     |     |     |     |     |     |     |     |     |     |     |    |  |
|    |    |    |       |    |    |    |    |    |     |     |     |     |     |     |     |     |     |     |     |     |     |     |     |     |     |     |     |     |     |    |  |
| 1ª | 2ª | 3ª | 4ª    | 5ª | 6ª | 7ª | 8ª | 9ª | 10ª | 11ª | 12ª | 13ª | 14ª | 15ª | 16ª | 17ª | 18ª | 19ª | 20ª | 21ª | 22ª | 23ª | 24ª | 25ª | 26ª | 27ª | 28ª | 29ª | 30ª |    |  |

### Individuali

#### Classifica marcatori
| Gol | Rigori |  | Giocatore           | Squadra          |
| --- | ------ |  | ------------------- | ---------------- |
| 14  | 1      |  | Karl Holmberg       | IFK Norrköping   |
| 14  | 5      |  | Magnus Eriksson     | Djurgården       |
| 10  | 1      |  | Nahir Besara        | Örebro           |
| 10  | 2      |  | Jo Inge Berget      | Malmö FF         |
| 10  | 2      |  | Issam Jebali        | Elfsborg         |
| 9   |        |  | Tobias Hysén        | IFK Göteborg     |
| 9   |        |  | Viktor Prodell      | Elfsborg         |
| 9   |        |  | Nicolás Stefanelli  | AIK              |
| 9   |        |  | Mohamed Buya Turay  | AFC Eskilstuna   |
| 9   | 1      |  | Kennedy Igboananike | Örebro           |
| 9   | 2      |  | Paulinho            | Häcken           |
| 8   |        |  | Mikael Boman        | IFK Göteborg     |
| 8   |        |  | Pa Dibba            | Hammarby         |
| 8   |        |  | Gustav Engvall      | Djurgården       |
| 8   |        |  | Linus Hallenius     | GIF Sundsvall    |
| 8   |        |  | Nasiru Mohammed     | Häcken           |
| 8   |        |  | Kerim Mrabti        | Djurgården       |
| 8   |        |  | Bjørn Paulsen       | Hammarby         |
| 8   |        |  | Erdal Rakip         | Malmö FF         |
| 8   | 1      |  | Omar Eddahri        | AFC Eskilstuna   |
| 8   | 1      |  | Saman Ghoddos       | Östersund        |
| 8   | 1      |  | Dzenis Kozica       | Jönköpings Södra |
| 8   | 4      |  | Romário             | Kalmar           |

#### Giocatore del mese
Di seguito i vincitori.
| Mese      | Giocatore           | Squadra        |
| --------- | ------------------- | -------------- |
| Aprile    | Kingsley Sarfo      | Sirius         |
| Maggio    | Niclas Eliasson     | IFK Norrköping |
| Giugno    | Non assegnato       | Non assegnato  |
| Luglio    | Simon Lundevall     | Elfsborg       |
| Agosto    | Ahmed Yasin         | Häcken         |
| Settembre | Kim Källström       | Djurgården     |
| Ottobre   | Anders Christiansen | Malmö FF       |

#### Premi individuali di fine stagione
Di seguito i vincitori.
| Premio                 | Giocatore           | Squadra            |
| ---------------------- | ------------------- | ------------------ |
| Miglior portiere       | Johan Wiland        | Malmö FF, Hammarby |
| Miglior difensore      | Anton Tinnerholm    | Malmö FF           |
| Miglior centrocampista | Anders Christiansen | Malmö FF           |
| Miglior attaccante     | Saman Ghoddos       | Östersund          |
| Miglior allenatore     | Graham Potter       | Östersund          |
| Miglior giovane        | Pontus Dahlberg     | IFK Göteborg       |
| Miglior giocatore      | Anders Christiansen | Malmö FF           |